# Каскоголовые игуаны
Каскоголовые игуаны (лат. Laemanctus) — род игуанообразных ящериц из семейства Corytophanidae. Представители рода распространены в южной Мексике и Центральной Америке.

## Внешний вид и строение
Барабанная перепонка отчётливая. Плоскость макушки наклонена вперед, а затылочная область приподнята и выходит за пределы затылка. Тело сжато с боков, покрыто черепитчатой килеватой чешуей. Имеется сильная поперечная горловая складка, однако горловой мешок отсутствует. Конечности очень длинные, а подпальцевые пластинки имеют срединный бугорковидный киль. Бедренные поры отсутствуют. Хвост очень длинный, круглый в поперечном сечении. Боковые зубы трёхстворчатые, имеются крыловидные зубы. Ключица проксимально петлевидная. Родничок грудины и брюшные ребра отсутствуют.

## Образ жизни
Ведут древесный образ жизни, спускаясь на землю лишь для откладки яиц. Самки откладывают по 4—9 яиц несколько раз в год. Через два месяца инкубации при температуре 28—30 °C из яиц вылупляются ящерицы с длиной тела около 5 см и хвоста — около 17 см.

## Виды
В состав рода включают четыре вида:
- Laemanctus julioi McCranie, 2018
- Laemanctus longipes Wiegmann, 1834 — длинноногая каскоголовая игуана typus
- Laemanctus serratus Cope, 1864 — каскоголовая игуана
- Laemanctus waltersi Schmidt, 1933